# Zwariowani detektywi
Zwariowani detektywi (ang. Loose Cannons) – amerykańska komedia sensacyjna z 1990 roku w reżyserii Boba Clarka. Wyprodukowany przez TriStar Pictures.
Premiera filmu miała miejsce 9 lutego 1990 roku w Stanach Zjednoczonych.

## Fabuła
Nowym partnerem doświadczonego policjanta MacArthura Sterna (Gene Hackman) zostaje ekscentryczny Ellis Fielding (Dan Aykroyd). Detektywi mają odnaleźć film, który demaskuje prawdziwe poglądy niemieckiego polityka ubiegającego się o ważne stanowisko.

## Obsada
Źródło: Filmweb
- Gene Hackman jako MacArthur Stern
- Dan Aykroyd jako Ellis Fielding
- Robert Prosky jako Von Metz
- Leon Rippy jako Weskit
- Jan Tříska jako Steckler
- Ronny Cox jako Smiley
- David Alan Grier jako Drummond
- Nancy Travis jako Riva
- Paul Koslo jako Grimmer
- Dick O’Neill jako kapitan
- Dom DeLuise jako Harry "The Hippo" Gutterman